# Sena Nakajima
Sena Nakajima (japanisch 中島 セナ Nakajima Sena; * 2006 in der Präfektur Tokio) ist eine japanische Schauspielerin und Model.

## Biografie
Nakajima debütierte im Juli 2017 als Model; sie war unter anderem auf den Titelseiten der Zeitschriften Commercial Photo und Popeye zu sehen. Ihr Debüt als Schauspielerin gab sie 2018 in dem Film Kuso yarō to utsukushiki sekai. Anschließend bekam sie eine Rolle in We Are Little Zombies (2019). 2022 spielte sie im Fernsehfilm Momo-san to 7-nin no Papageno („Momo und die sieben Papagenos“) den dritten Papageno. Seit 2023 spielt sie in der Serie Dragons of Wonderhatch die Hauptrolle.

## Filmografie (Auswahl)
Filme
- 2018: Kuso yarō to utsukushiki sekai
- 2019: We Are Little Zombies
- 2022: Momo-san to 7-nin no papageno

Serien
- 2023–2024: Dragons of Wonderhatch